# Famille Geréb d'Arapatak
Geréb d'Árapatak (en hongrois: Arapataki Geréb, est le patronyme d'une ancienne famille éteinte de la noblesse hongroise.

## Histoire
Famille Sicules de Transylvanie, son plus ancien membre connu est Mátyás Geréb, cité en 1404. 